# Joanot Colom
Joanot Colom (Felanich, Baleares, c. 1500 - Palma de Mallorca, 1523) fue uno de los jefes de las germanías en Mallorca, España.

## Biografía
Era sombrerero y vivía con su familia frente a la iglesia de San Nicolás en Palma de Mallorca.
Una vez empezada la germanía, el lugarteniente Miguel de Gurrea lo acusó de conspirador y lo encarceló el 6 de febrero de 1521. Este hecho precipitó los acontecimientos de tal forma que al día siguiente fue liberado por la fuerza. El 15 de febrero de 1521 partió hacia Valencia para conocer la organización de la germanía valenciana y acudir a la corte. Junto a Pau Casesnoves, cirujano, apoyó el arbitraje de Fernando el Católico favorable a los foráneos.
Durante la rebelión liberó esclavos e intentó ocupar Alcudia, ciudad que resistió varios asedios. En octubre de 1522 se enfrentó a las tropas reales que habían desembarcado en Alcudia. Se refugió en Palma, junto a muchos otros, donde resistieron el asedio del ejército real hasta el 7 de marzo de 1523.
Joanot Colom fue encarcelado en el castillo de Bellver durante dos meses, pasados los cuales fue degollado, arrastrado y troceado el 3 de junio. Las partes de su cuerpo fueron expuestas en cuatro pilares construidos en diferentes sitios de la ciudad. Con su ejecución se inició la represión contra la germanía. Su casa fue demolida y se sembró de sal el solar. En el lugar hay una placa conmemorativa colocada durante la Primera República Española.